# بنجامين نيلسون
بنجامين نيلسون (بالإنجليزية: Benjamin Nelson)‏ هو مؤرخ أمريكي، ولد في 1911، وتوفي في 17 سبتمبر 1977.